# Brøndby (općina)
Brøndby je općina u danskoj regiji Hovedstaden.

## Zemljopis
Općina se nalazi u sjevernoistočnom dijelu otoka Zelanda, te je prigradska općina glavnog rada Danske Kopenhagena, prositire se na 23,05 km2.

## Stanovništvo
Prema podacima o broju stanovnika iz 2010. godine općina je imala 33.795 stanovnika, dok je prosječna gustoća naseljenosti 1.466,16 stan/km2. Središte općine je u gradskoj četvrti Brøndbyvester.

## Vanjske poveznice
- Službena stranica općine